# Хісела Рієра
Хісела Рієра (ісп. Gisela Riera; нар. 7 травня 1976) — колишня іспанська тенісистка.
Найвищу одиночну позицію світового рейтингу — 136 місце досягла 7 червня 1999, парну — 71 місце — 12 червня 2000 року.
Здобула 4 одиночні та 8 парних титулів туру ITF.
Найвищим досягненням на турнірах Великого шолома було 3 коло в змішаному парному розряді.
Завершила кар'єру 2010 року.

## Фінали турнірів WTA

### Парний розряд:1 поразка
| Легенда                             |
| ----------------------------------- |
| Турніри Великого шолома (0–0)       |
| Premier Mandatory & Premier 5 (0–0) |
| Premier (0–0)                       |
| International (0–1)                 |

| Результат | Дата          | Турнір                    | Покриття | Партнерка | Суперниці                           | Рахунок     |
| --------- | ------------- | ------------------------- | -------- | --------- | ----------------------------------- | ----------- |
| Поразка   | 7 червня 1999 | Tashkent Open, Узбекистан | Ґрунт    | Ева Бес   | Євгенія Куликовська Патріція Вартуш | 6–7(3), 0–6 |

## Фінали ITF

### Одиночний розряд (4–4)
| Легенда          |
| ---------------- |
| турніри $100,000 |
| турніри $75,000  |
| турніри $50,000  |
| турніри $25,000  |
| турніри $10,000  |

| Фінали за покриттям |
| ------------------- |
| Тверде (0–0)        |
| Ґрунт (4–4)         |
| Трава (0–0)         |
| Килим (0–0)         |

| Результат | Дата            | Турнір                         | Покриття | Суперниця                  | Рахунок       |
| --------- | --------------- | ------------------------------ | -------- | -------------------------- | ------------- |
| Поразка   | 4 квітня 1994   | Мурсія, Іспанія                | Ґрунт    | Ана Алькасар               | 3–6, 3–6      |
| Поразка   | 8 липня 1996    | Віго, Іспанія                  | Ґрунт    | Каталін Мароші             | 1–6, 2–6      |
| Перемога  | 9 лютого 1998   | Майорка, Іспанія               | Ґрунт    | Роса Марія Андрес Родрігес | 6–4, 6–3      |
| Перемога  | 1 червня 1998   | Сеута, Іспанія                 | Ґрунт    | Бахія Мухтассен            | 7–5, 2–6, 6–2 |
| Перемога  | 12 липня 1998   | Пухгайм, Німеччина             | Ґрунт    | Любомира Бачева            | 6–4, 6–4      |
| Поразка   | 21 вересня 1998 | Тукуман (провінція), Аргентина | Ґрунт    | Ларісса Шерер              | 4–6, 2–6      |
| Поразка   | 1 лютого 1999   | Майорка, Іспанія               | Ґрунт    | Анхелес Монтоліо           | 0–6, 3–6      |
| Перемога  | 12 червня 2000  | Градо, Італія                  | Ґрунт    | Флора Перфетті             | 6–2, 6–4      |

### Парний розряд (8–12)
| турніри $100,000 |
| турніри $75,000  |
| турніри $50,000  |
| турніри $25,000  |
| турніри $10,000  |

| Результат | Дата             | Турнір                              | Покриття  | Партнерка                  | Суперниці                                            | Рахунок          |
| --------- | ---------------- | ----------------------------------- | --------- | -------------------------- | ---------------------------------------------------- | ---------------- |
| Поразка   | 27 травня 1996   | Барселона, Іспанія                  | Ґрунт     | Дезіре Лойпольд            | Марта Кано Нурія Монтеро                             | 5–7, 6–3, 1–6    |
| Поразка   | 7 липня 1997     | Віго, Іспанія                       | Ґрунт     | Кончіта Мартінес Гранадос  | Лурдес Домінгес Ліно Нурія Монтеро                   | 3–6, 0–6         |
| Перемога  | 6 жовтня 1997    | Жирона, Іспанія                     | Ґрунт     | Кончіта Мартінес Гранадос  | Лурдес Домінгес Ліно Нурія Монтеро                   | 2–6, 6–3, 6–4    |
| Поразка   | 3 листопада 1997 | Suzano, Бразилія                    | Ґрунт     | Кончіта Мартінес Гранадос  | Лаура Берналь Ларісса Шерер                          | 6–3, 3–6, 6–7(4) |
| Перемога  | 18 травня 1998   | Сарагоса, Іспанія                   | Ґрунт     | Алінор Трісеррі            | Лурдес Домінгес Ліно Вероніка Стеле                  | 6–4, 6–1         |
| Перемога  | 1 червня 1998    | Сеута, Іспанія                      | Тверде    | Алінор Трісеррі            | Тамара Аранда Хулія Карбальяль                       | 6–3, 6–3         |
| Перемога  | 20 липня 1998    | Вальядолід, Іспанія                 | Тверде    | Селіма Сфар                | Роса Марія Андрес Родрігес Ева Бес                   | 7–6(5), 7–6(3)   |
| Поразка   | 15 березня 1999  | Реймс, Франція                      | Ґрунт (i) | Антонелла Серра-Дзанетті   | Жанетта Гусарова Ріта Куті-Кіш                       | 2–6, 3–6         |
| Перемога  | 20 червня 1999   | Марсель, Франція                    | Ґрунт     | Ралука Санду               | Ева Мартінцова Ленка Немечкова                       | 6–4, 7–6(8)      |
| Перемога  | 14 червня 1999   | Горіція, Італія                     | Ґрунт     | Маріам Рамон Клімент       | Маркета Кохта Еріка Краут                            | 7–5, 6–3         |
| Поразка   | 12 липня 1999    | Гечо, Іспанія                       | Ґрунт     | Алісія Ортуньйо            | Кончіта Мартінес Гранадос Роса Марія Андрес Родрігес | 6–7(4), 4–6      |
| Поразка   | 1 серпня 1999    | Битом, Польща                       | Ґрунт     | Ралука Санду               | Ева Бес Магдалена Гжибовська                         | 4–6, 5–7         |
| Перемога  | 20 березня 2000  | Таранто, Італія                     | Ґрунт     | Ева Бес                    | Стефані Форец Антонелла Серра-Дзанетті               | 6–7(2), 6–2, 6–2 |
| Перемога  | 15 травня 2000   | Порту, Португалія                   | Ґрунт     | Ева Бес                    | Кончіта Мартінес Гранадос Роса Марія Андрес Родрігес | 6–3, 6–3         |
| Поразка   | 24 липня 2000    | Льєж, Бельгія                       | Ґрунт     | Ева Бес                    | Віраг Чурго Петра Мандула                            | 6–7(3), 1–6      |
| Поразка   | 2 жовтня 2000    | Жирона, Іспанія                     | Ґрунт     | Маріам Рамон Клімент       | Ева Бес Лурдес Домінгес Ліно                         | 2–4, 2–4         |
| Поразка   | 23 квітня 2001   | Казерта, Італія                     | Ґрунт     | Марія Хосе Мартінес Санчес | Ева Бес Лурдес Домінгес Ліно                         | 1–6, 6–7(5)      |
| Поразка   | 30 липня 2001    | Сен-Годан (Верхня Гаронна), Франція | Ґрунт     | Лурдес Домінгес Ліно       | Сара Пітковскі-Малькор Ірина Селютіна                | 2–6, 3–6         |
| Поразка   | 3 вересня 2001   | Фано, Італія                        | Ґрунт     | Ева Бес                    | Джулія Казоні Каталін Мароші                         | 3–6, 4–6         |
| Поразка   | 10 вересня 2001  | Фано, Італія                        | Ґрунт     | Еухенія Чіальво            | Марет Ані Глорія Піццікіні                           | w/o              |

## Часова шкала виступів на турнірах Великого шолому
| W | Ф | ПФ | ЧФ | #Р | КТ | К# | DNQ | A | NH |

| Турнір                                 | 1999 | 2000 | 2001 | W-L |
| -------------------------------------- | ---- | ---- | ---- | --- |
| Відкритий чемпіонат Австралії з тенісу |      | 1р   | 1р   | 0–2 |
| Відкритий чемпіонат Франції з тенісу   |      | 2р   |      | 1–1 |
| Вімблдонський турнір                   |      | 1р   |      | 0–1 |
| Відкритий чемпіонат США з тенісу       | 1р   | 1р   | 1р   | 0–3 |
| В-П                                    | 0–1  | 1–4  | 0–2  | 1–7 |